# Aseraggodes sinusarabici
 Aseraggodes sinusarabici és un peix teleosti de la família dels soleids i de l'ordre dels pleuronectiformes que es troba a les costes del Mar Roig.